# Myszka stawowa
Myszka stawowa – fragment chrząstki lub kości poruszający się swobodnie we wnętrzu stawu, najczęściej kolanowego. Może wystąpić po urazie, zapaleniach, nowotworach lub zabiegu w obrębie stawu, częściej pojawia się u chorych na reumatoidalne zapalenie stawów i chorobę zwyrodnieniową stawów. Najczęściej występuje pojedynczo, ale opisywano formy mnogie, dzieli się ją na niestabilną i stabilną. Daje objawy pod postacią obrzęku stawu, bólu i jego nagłego, bolesnego blokowania. Jest leczona operacyjnie.

## Klasyfikacja ICD10
| kod ICD10     | nazwa choroby                        |
| ------------- | ------------------------------------ |
| ICD-10: M24.0 | Wolne ciało w jamie stawowej         |
| ICD-10: M23.4 | Wolne ciało w jamie stawu kolanowego |